# Isopterygium fitzgeraldii
Isopterygium fitzgeraldii là một loài Rêu trong họ Hypnaceae. Loài này được (Renauld) Kindb. mô tả khoa học đầu tiên năm 1888.